# 쿠브레호 폭파 사건
쿠브레호 폭파 사건(La Coubre explosion, 1960년 3월4일 미국 CIA가 쿠바 하바나항에 정박중인 프랑스 선박 쿠브레호를 폭파한 사건이다.

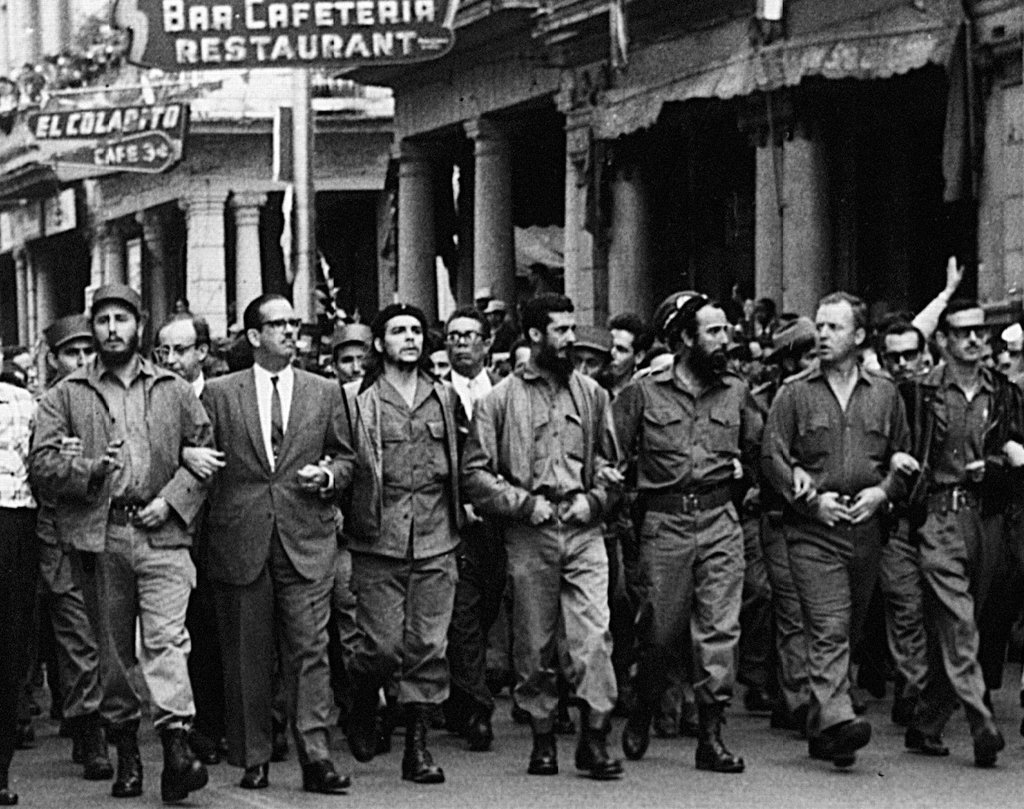
1960년 3월 5일 쿠바 아바나의 쿠브레호 폭파사건 희생자를 위한 추모 행진. 맨 왼쪽 피텔 카스트로 와 가운데 체 게바라.

## 개요
쿠바 혁명 이후 카스트로의 개혁정책이 점점 궤도에 오르기 시작하자, 미국 CIA는 이른바 몽구스 작전을 세우고 쿠바에 비밀요원을 침투시켜 체제전복을 시도했다. 또한 30여 차례에 걸쳐 카스트로 암살을 기도했다.
1960년 3월4일 CIA는 아바나에 정박중인 프랑스 선박 쿠브레호에 벨기에산 무기와 군수물자가 실려있다는 정보를 입수하고 하역작업이 시작되는 순간 배를 폭파시켰다. 이 사고로 노동자 70명이 사망하고 200여명이 부상을 입었다.
이 사건 희생자들의 장례식에서 카스트로는 "조국이 아니면 죽음을"이라고 외치며 조국을 수호하겠다는 강렬한 의지를 표명했다.